# Ellen Biddle Shipman

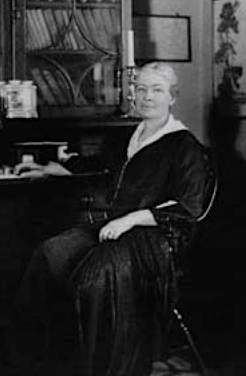
Shipman in Beekman Place, ihrer Wohnung in New York City, um 1920

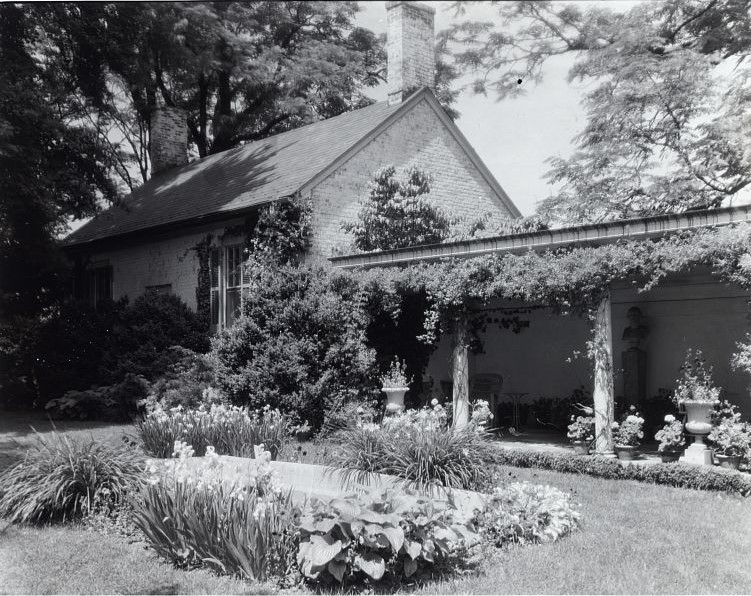
Chatham Manor, Anwesen von Daniel Bradford Devore in Fredericksburg, VA, Gartenanlage von Ellen Biddle Shipman, ca. 1922

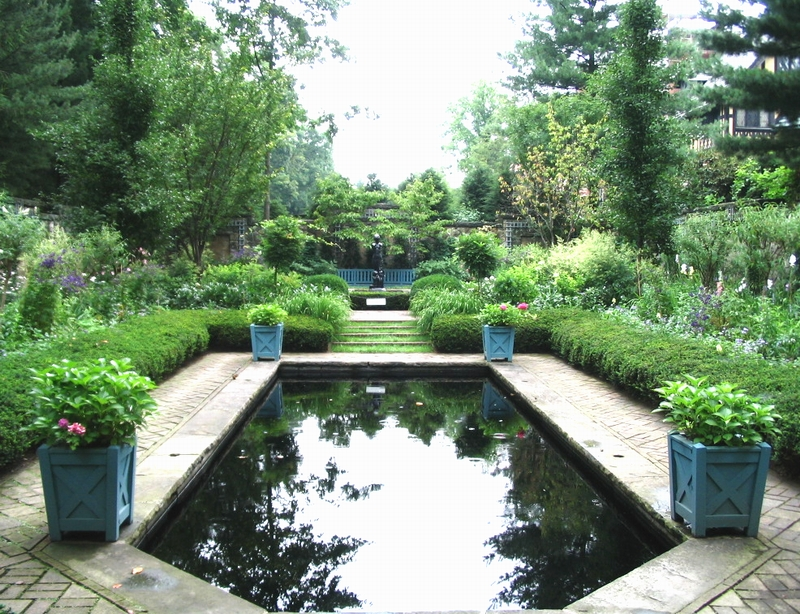
Reflexionsbecken in Stan Hywet Hall, Akron, OH, 1929

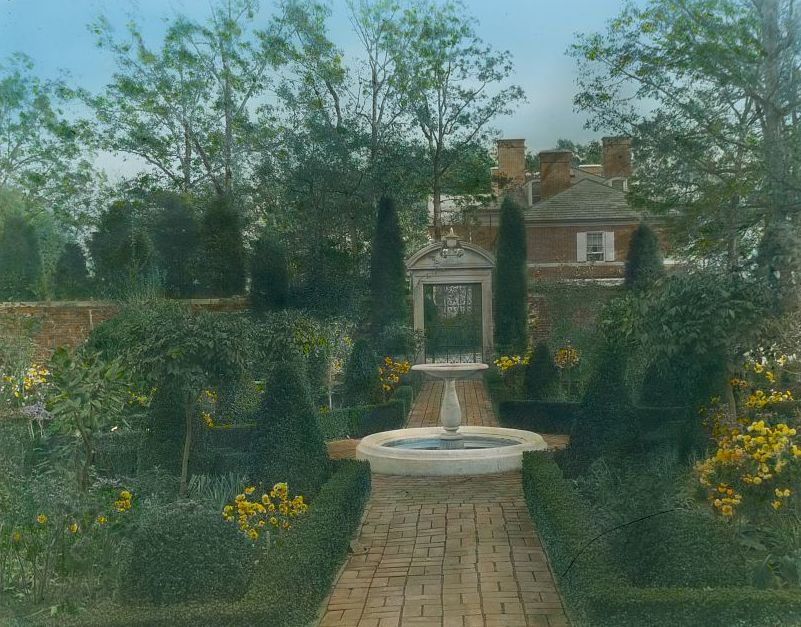
Parmelee Estate, The Causeway, formaler Garten, 1915

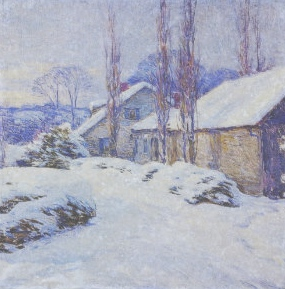
Willard Metcalf, ebenfalls Mitglied in der Cornish Art Colony malte dies 1927 während eines Aufenthalt bei den Shipmans in Brook Place. Ellen Shipman und ihr Mann renovierten das Haus im "italienischen Stil". Das Gemälde zeigt einen ursprünglichen Teil des Hauses.

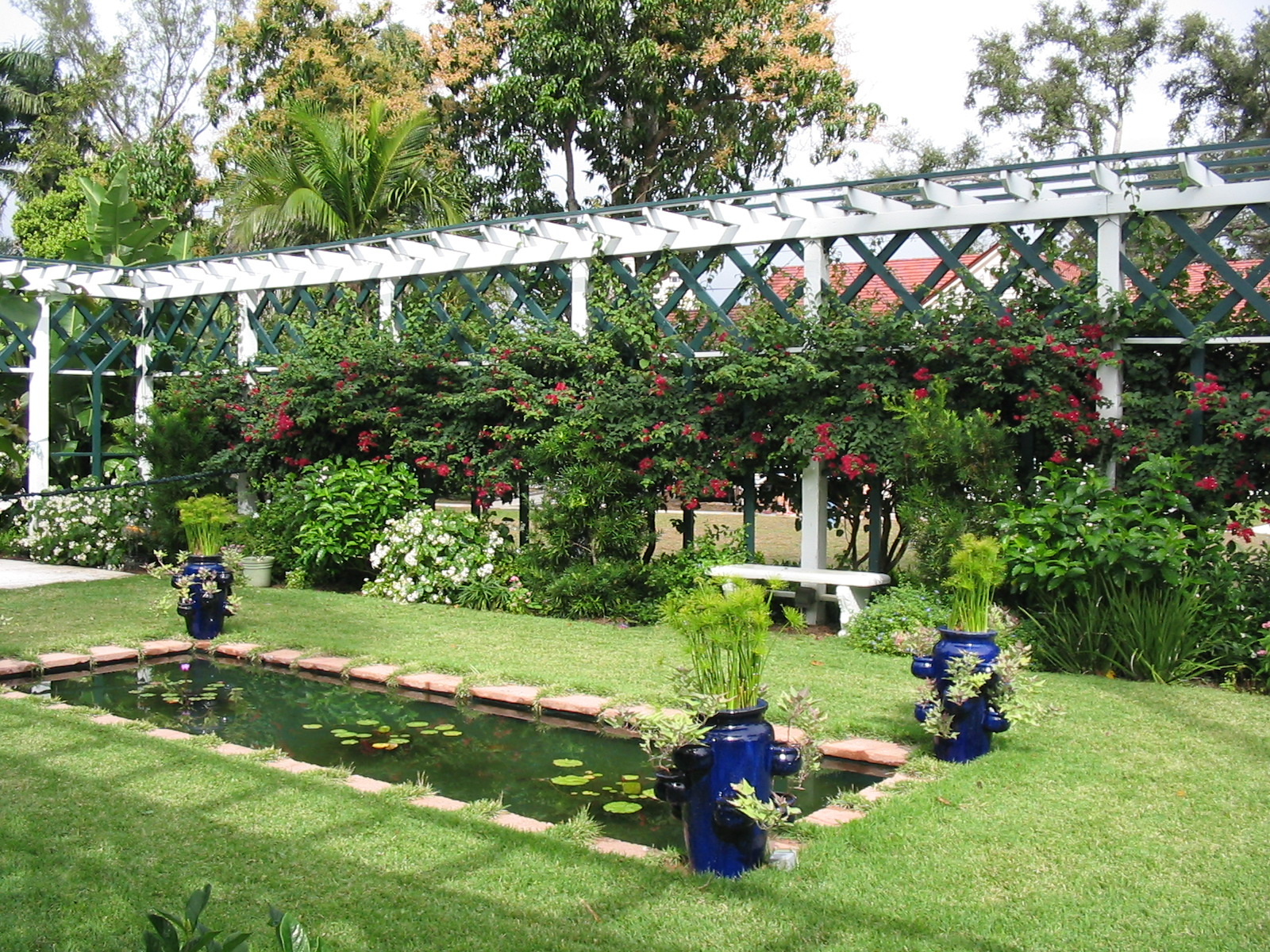
The Moonlight Garden, Edison and Ford Winter Estates (benachbarte Anwesen von Thomas Edison und Henry Ford) in Fort Myers, FL für Thomas Edisons Frau Mina

Ellen Biddle Shipman (* 5. November 1869 in Philadelphia, Pennsylvania als Ellen McGowan Biddle; † 27. März 1950 in Warwick Parish, Bermudas) war eine US-amerikanische Landschaftsarchitektin, bekannt für ihre formalen Gärten und ihren üppigen Pflanzstil. Zusammen mit Beatrix Farrand und Marian Cruger Coffin diktierte sie den Stil der Zeit und beeinflusste als Angehörige der ersten weiblichen Generation, die in den überwiegend männlichen Beruf eintrat, stark die Landschaftsarchitektur in den Vereinigten Staaten.
In einem Kommentar zu ihrem männlich dominierten Berufsfeld sagte sie 1938 gegenüber der New York Times: "Bevor Frauen den Beruf ergriffen, haben Landschaftsarchitekten das getan, was ich Friedhofsarbeit nenne". Shipman betrachtete ihre Karriere im Umgang mit Pflanzen so, als würde sie "als Künstlerin Bilder malen". Aufgrund des arbeitsintensiven Stils ihrer Entwürfe ist heute nur noch wenig von ihrem Werk erhalten geblieben, aber es gibt erhaltene Anlagen, darunter die Sarah P. Duke Gardens an der Duke University, die oft als einer der schönsten amerikanischen College-Campusse bezeichnet werden.
Sie ist begraben in Plainfield, New Hampshire, in der Nähe von Brook Place, ihrem dortigen Anwesen.

## Frühe Jahre und Ausbildung
Shipman verbrachte ihre Kindheit in Texas und im Gebiet von Arizona. Sie wurde nach ihrer Mutter, der gebürtigen Ellen Fish McGowan (1841–1922), benannt. Ihr Vater, Colonel James Biddle (1832–1910), war ein Offizier der US-Armee, der an der westlichen Grenze stationiert war. Als er die Sicherheit seiner Familie bedroht sah, zog sie auf die McGowan-Farm in Elizabeth, New Jersey. Shipman besuchte ein Internat in Baltimore, Maryland, wo sich ihr Interesse an den Künsten entwickelte und sie bereits in ihren Zwanzigern begann Gartenentwürfe zu zeichnen.
Während sie das Radcliffe College, die Harvard-Erweiterungsgründung für Frauen, besuchte, traf Shipman einen in Harvard studierenden Dramatiker namens Louis Shipman. Nach einem Jahr verließen sie die Schule, heirateten und zogen nach Plainfield, New Hampshire, in die Cornish Art Colony, zu der auch Maxfield Parrish und Augustus Saint-Gaudens gehörten. Die Kolonie wurde angeblich von Künstlern gestaltet, die keine Architekten waren, sondern künstlerisch geschulte Augen und ein Bewusstsein für die Ästhetik der Ruhe hatten, woraus eine Sammlung von einigen der schönsten Gärten des Landes entstand. Shipman wandte sich dem keltischen Stil zu, in dem sich geometrische Muster und koloniale, üppige Pflanzungsmuster vereinigten, und schuf damit ihren eigenen Stil.

## Gemeinschaftsarbeiten
Als die Shipmans 1910 geschieden wurden, war Ellen Shipman auf dem besten Weg, sich als talentierte Gartendesignerin landesweit zu etablieren. Sie war stark beeinflusst von Gertrude Jekyll's brillantem Gebrauch von Rabatten sowie von den Erinnerungen an den Bauernhof ihrer Großeltern.
Shipmans Kollege und ebenfalls Mitglied der Cornish Art Colony, Charles A. Platt, war ein Künstler und Architekt, der für sein Interesse an italienischen Gärten bekannt war. Platt erkannte Shipmans Talent. Er wusste nicht viel über Gartenbau, war aber hoch angesehen und hatte den Ruf als „der Mann, der sowohl Haus als auch Garten für einen Landsitz entwerfen kann“, denn er hatte kürzlich eine Reise nach Italien unternommen und ein Buch über die dortigen Gärten geschrieben.
Sie und Platt ergänzten sich: Platt brauchte Shipman wegen ihrer Kenntnisse im Gartenbau und sie brauchte ihn wegen seiner Kenntnisse im Entwerfen und Gestalten. Um 1920 arbeitete sie dann auch unabhängig von Platt, obwohl sie weiterhin an seinen Wohnprojekten mitarbeitete.
Zu Shipmans frühesten Gemeinschaftsarbeiten mit Platt gehörte 1913 das am Rande von Cooperstown, New York gelegene Anwesen Fynmere der Familie Cooper. Dieses Projekt verschaffte Shipman erhebliche Publizität. Während das steinerne Herrenhaus 1979 abgerissen wurde, sind einige wenige Elemente der Landschaftsgestaltung erhalten geblieben. Shipman entwarf auch das angrenzende Cooper-Anwesen von Heathcote, das sich heute in Privatbesitz befindet.
Eine ähnliche Aufgabe wurde auf dem Gwinn Estate in Cleveland übernommen, wo sie von Platt gebeten wurde, ihm und Warren H. Manning bei ihren Gartenentwürfen zu helfen. Das Projekt wurde 1912 fertiggestellt, eines ihrer frühesten Projekte, bei dem ihre Arbeit weitgehend pflanzenorientiert war und die Entwürfe von Platt mit üppigen Blumenarrangements füllte.
Die Gärten in den Innenhöfen des Astor Court Building in Manhattan waren eine weitere Zusammenarbeit zwischen Platt und Shipman.
Platt und Shipmans Entwurf von 1915 für den Parmelee Estate, The Causeway, in Washington, D.C. beinhaltete einen Naturgarten, der das Herrenhaus und formale Gärten umgibt. Er bestand aus ausgewachsenen Bäumen, großen Pflanzenbüschen wie Rhododendren, Wander- und Reitwegen, Steinbrücken und einem Teich. Dies und ein weiterer beträchtlicher, ein Hektar großer Naturgarten in Longue Vue House and Gardens sind die einzigen erhaltenen Beispiele für Shipmans Naturgärten. The Causeway heißt heute Tregaron Estate und ist für die Öffentlichkeit zugänglich.
Als Platts Protégée angesehen wurde Shipman bei verschiedenen Gelegenheiten gebeten, einen seiner Gärten zu überarbeiten, darunter auch für Platts ersten großen Auftrag: Gegenüber von Platts eigenem Haus in Cornish beauftragte Anson Goodyear Shipman mit der Revitalisierung der Pflanzungen und der Neugestaltung der Gartenmauern.
Andere bedeutende Gartenanlagen waren Bayou Bend Gardens, Longue Vue Gardens in New Orleans, Stan Hywet Gardens, das Graycliff von Frank Lloyd Wright (Garten in Restauration), Stranahan Estate, Middleton House und Robert M. Hanes House in Winston-Salem, North Carolina sowie die Sarah P. Duke Gardens der Duke University, letztere oft als ihre beste Arbeit bezeichnet.
Shipman schuf Gartenanlagen in den ganzen Vereinigten Staaten und arbeitete mit vielen Architekten zusammen. Ihre Bepflanzungspläne lockerten die Geometrie der Architektur mit Bepflanzungen auf, die kraftvoll genug waren, um für sich selbst zu sprechen. Shipman formulierte es so: "Remember that the design of your place is its skeleton upon which you will later plant to make your picture. Keep that skeleton as simple as possible."

## Öffentliche Anerkennung
Die Gärten von Shipman wurden oft in Zeitschriften gezeigt, darunter House Beautiful. 1933 wurde sie von House & Garden zur "Dean of Women Landscape Architects" gekürt. Sie hielt zahlreiche Vorträge und realisierte über 400 Projekte. Ihre Entwürfe und Pläner befinden sich an der Cornell University. Da ein Großteil ihrer Arbeit arbeitsintensive Pflanzungen und Rabatten umfasste, haben viele von ihnen nicht überdauert. Doch gerade wegen dieser Eigenheit konnte sie mit ihrer weiblichen Klientel in Kontakt treten. Ihre Absicht war es, Privatsphäre wie einen Ort der Interaktion mit der Umgebung zu schaffen. Die Frauen fanden, dass die Gärten Vertrautheit und Komfort boten.
Es wird berichtet, dass Shipman in den 40 Jahren, in denen sie Landschaftsarchitektur praktizierte, nur Absolventinnen der Lowthorpe School of Landscape Architecture, Gardening, and Horticulture for Women einstellte. Obwohl die Gründe nicht klar sind, wird allgemein angenommen, dass sie es tat, weil Frauen zu der Zeit keine Anstellungen in von Männern geführten Büros bekamen.